# José Varacka
José Varacka (Buenos Aires, 1932. május 27. – 2018. október 22.) argentin labdarúgó-középpályás, edző.
Az argentin válogatott tagjaként részt vett az 1958-as és az 1966-os labdarúgó-világbajnokságon.

## Sikerei, díjai
Argentína
- Copa América
  - 3.: 1956, Uruguay